# Ray Borner
Ray Borner, né le 27 mai 1962 à Ballarat, en Australie, est un ancien joueur australien de basket-ball. Il évolue au poste de pivot.